# Brickeln
Brickeln è un comune di 223 abitanti dello Schleswig-Holstein, in Germania.
Appartiene al circondario (Kreis) del Dithmarschen ed alla comunità amministrativa (Amt) di Burg-Sankt Michaelisdonn.